# 1992 CG1
1992 CG1 är en asteroid i huvudbältet som upptäcktes den 8 februari 1992 av de båda japanska astronomerna Seiji Ueda och Hiroshi Kaneda i Kushiro.
Asteroiden har en diameter på ungefär 13 kilometer och den tillhör asteroidgruppen Themis.